# ヴィック・ワイルド
ヴィック・ワイルド（ロシア語: Виктор Айван Уайлд, 英語: Victor Ivan Wild, 1986年8月23日 - ）は、ロシアのスノーボード選手。2014年ソチオリンピックのスノーボード競技男子パラレル回転および男子パラレル大回転金メダリスト。登録名のヴィック（Vic）は愛称。妻は同じくスノーボード選手でオリンピック銅メダリストのアリョーナ・ザワルジナ。

## 人物
アメリカ合衆国ワシントン州に生まれ、アメリカ代表として活動していたが2011年にロシアのスノーボード選手アリョーナ・ザワルジナと結婚し、翌2012年ロシア国籍を取得した。これ以後、ロシア代表となった。
地元開催となった2014年ソチオリンピックではパラレル回転とパラレル大回転で金メダルを獲得した。2018年平昌オリンピックではパラレル大回転で9位に留まった。